# Генрі Тонкс
Генрі Тонкс (англ. Henry Tonks 9 квітня, 1856, Бірмінгем  — 8 січня,1937, Лондон) — британський лікар (хірург), викладач і художник. 

## Життєпис, ранні роки, медична кар'єра
Батьківська родина майбутнього художника володіла ливарною майстернею у місті Бірмінгем. Син отримав первісну освіту у Блоксхемі, закінчив коледж Кліфтона у місті Бристоль. Він зажадав стати лікарем і вивчав медицину у Королівській (державній) лікарні графства Сассекс (Брайтон, у 1882-1885 рр.), стажувався у Лондонській лікарні Вайтчапел у 1885-1888 рр. Почав працювати хірургом у Лондоні, 1888 року його обрали у члени Королівського коледжу хірургів.

## Художня освіта і практика викладача
Медицини для молодика виявилося замало. З 1888 року він відвідував вечірні уроки у Вестмінстерській школі мистецтв (керівник Фредерік Браун). Свої перші картини і малюнки він почав виставляти з 1891 року у Новому англійському художньому клубі, з 1895 року його прийняли членом у сам клуб.
Його керівник Фредерік Браун отримав посаду професора на відділенні образотворчого мистецтва в Університетському коледжі Лондона і запросив на посаду викладача свого учня і молодого художника Генрі Тонкса. Тонкс працював викладачем до початку 1-ї світової війни.

## Відновлення медичної кар'єри

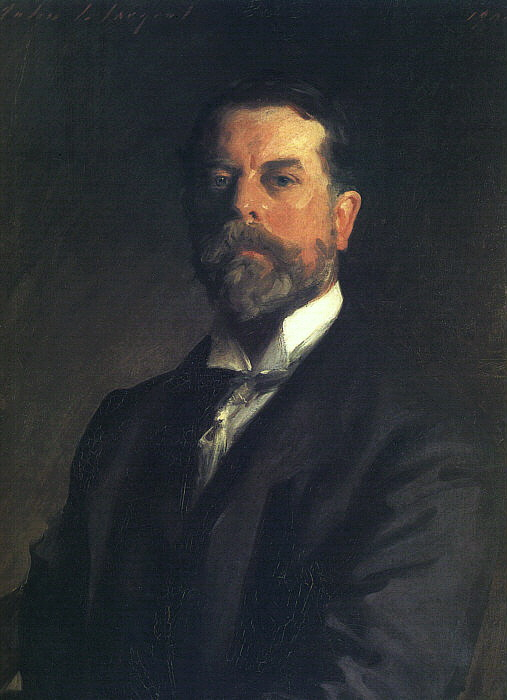
Джон Сінгер Сарджент. «Автопортрет», Галелея Уффіці, Флоренція

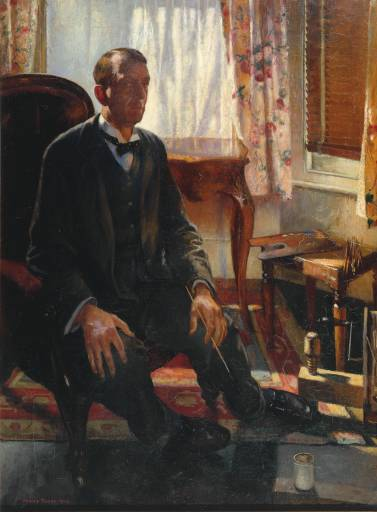
Генрі Тонкс. «Автопортрет».

З початком Першої світової війни Генрі Тонкс, тоді викладач малюнка у Художній школі Слейда, відновив свою медичну кар'єру. Він розпочав працювати у таборі для військовополонених у Дорчестері. Англія розпочала приймати біженців з континентальної Європи — голландців, бельгійців, французів, поляків. Вимушеними емігрантами-біженцями були і літній скульптор Огюст Роден та його дружина. Їх перебування у Британії надало можливість знайомства для Генрі Тонкса, відомо, що він створив їх пастельні портрети.
Перерва у медичній кар'єрі митця первісно понизила його фах, його узяли тільки санітаром. Тому з 1915 року він служив санітаром у британській лікарні Червоного Хреста біля Марна у Франції. Згодом його відправили до Італії, де він працював у підрозділі швидкої допомоги, де мав драматичну можливість надивитися на мертвих вояків, помираючих, сліпих, важко травмованих. Він набрав практичного досвіду військового лікаря і 1916 року його зробили лейтенантом у британському корпусі королівської (державної) армії.
Перша світова війна припала на роки масового використання промислових засобів ведення війни і знищення вояків новітньою зброєю, серед них і хімічною. Надзвичайно посилились засоби травмування і убивства вояків. На полях боїв відтепер відбувались справжні травматичні епідемії. Для манірних англійців зі смаками ще 19 ст., що надавали важливе значення зовнішності і елегантному одягу, особливо вражаючими були страшні травми обличчя. Гарольд Гілліс доручив художникові створювати пастельні малюнки свіжих випадків важких травм обличчя чи опіків вояків, а також методи і технології пластичної хірургії. Пластична хірургія у обмеженому обсязі (вимушена пластика носа) мала місце в країнах Західної Європи і в минулому. Відтепер до неї масово звернулись на новому етапі з використанням нових знеболюючих і дезінфекційних засобів, бо 19 ст. відзначилося у Європі піднесенням наук і небаченим розвитком хімії і хімічного виробництва.
1918 року британське керівництво армії надало Генрі Тонксу офіційне звання «Військовий художник». Офіційне звання «Військовий художник» отримав також і високо обдарований Джон Сінгер Сарджент, віртуозний майстер акварелі, побутового жанру і парадного портрета. Обох художників залучили до виїздів на поля боїв у континентальну Європу, віртуоз Сарджент головував, Генрі Тонкс ( з монотонною технікою малюнка ) був його супутником. У серпні 1918 року обидва митці були свідками масового отруєння і засліплення британських вояків іпритом у Ле Вас дю Сюд. Страшні враження від побаченого стануть сюжетом для уславленої картини Сарджента «Отруєні іпритом», котру художник створив за власної інціативи, домігшись зміни офіційної замови на два великих за форматом твори для британського Імперського військового музею у Лондоні.

## Фрагменти картини Джона С. Сарджента «Отруєні іпритом»

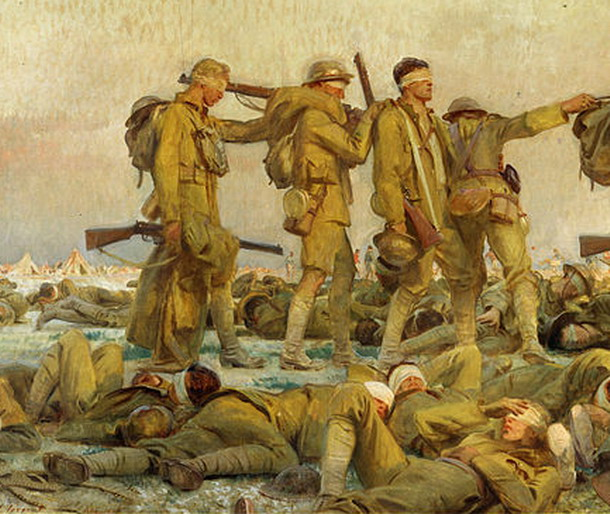
Фрагмент композиції ліворуч
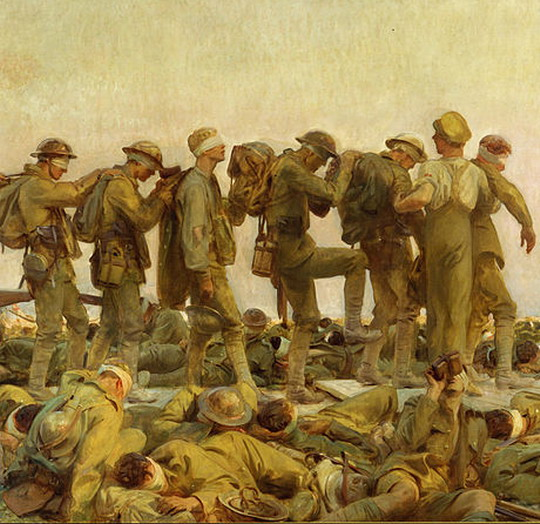
Центральна група в картині
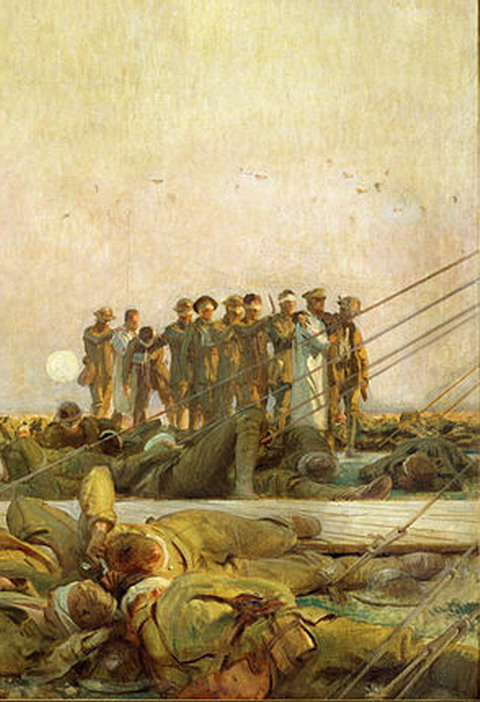
Фрагмент праворуч

## Останні роки
Генрі Тонкс пішов у відставку 1930 року. Йому запропонували статус лицаря, але Тонкс ввічливо відхилив звання. Він помер у власному будинку в Челсі, Лондон, на початку січня 1937 року.

## Вибрані твори
- «Пошкоджена сукня», до 1900 р.
- « Автопортрет в студії», 1909 р.

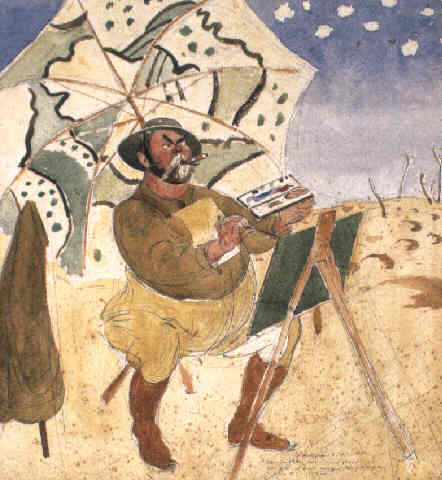
«Жартівливий портрет художника Джона С. Сарджента», 1918 р.

- «Підземний евакуаційний пункт, Аррас, Франція», 1918 р.
- « Буденні дні лікарні Британського Червоного Хреста у Франції », 1918 р.
- « Сліди Війни » або «Поцілунок війни», до 1918 р.
- « Жартівливий портрет художника Джона С. Сарджента », 1918 р.
- «Вільям Поел», 1932 р.

## Живопис майстра

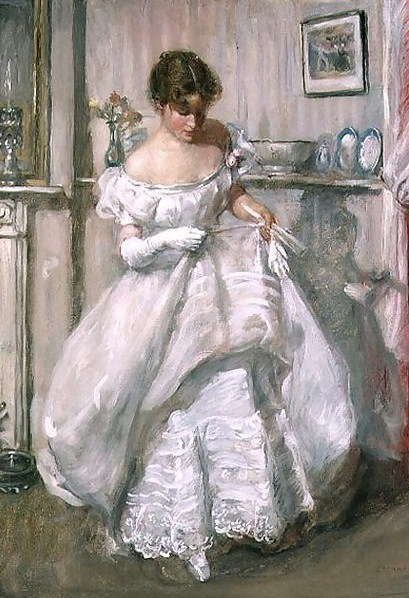
«Пошкоджена сукня», до 1900 р.
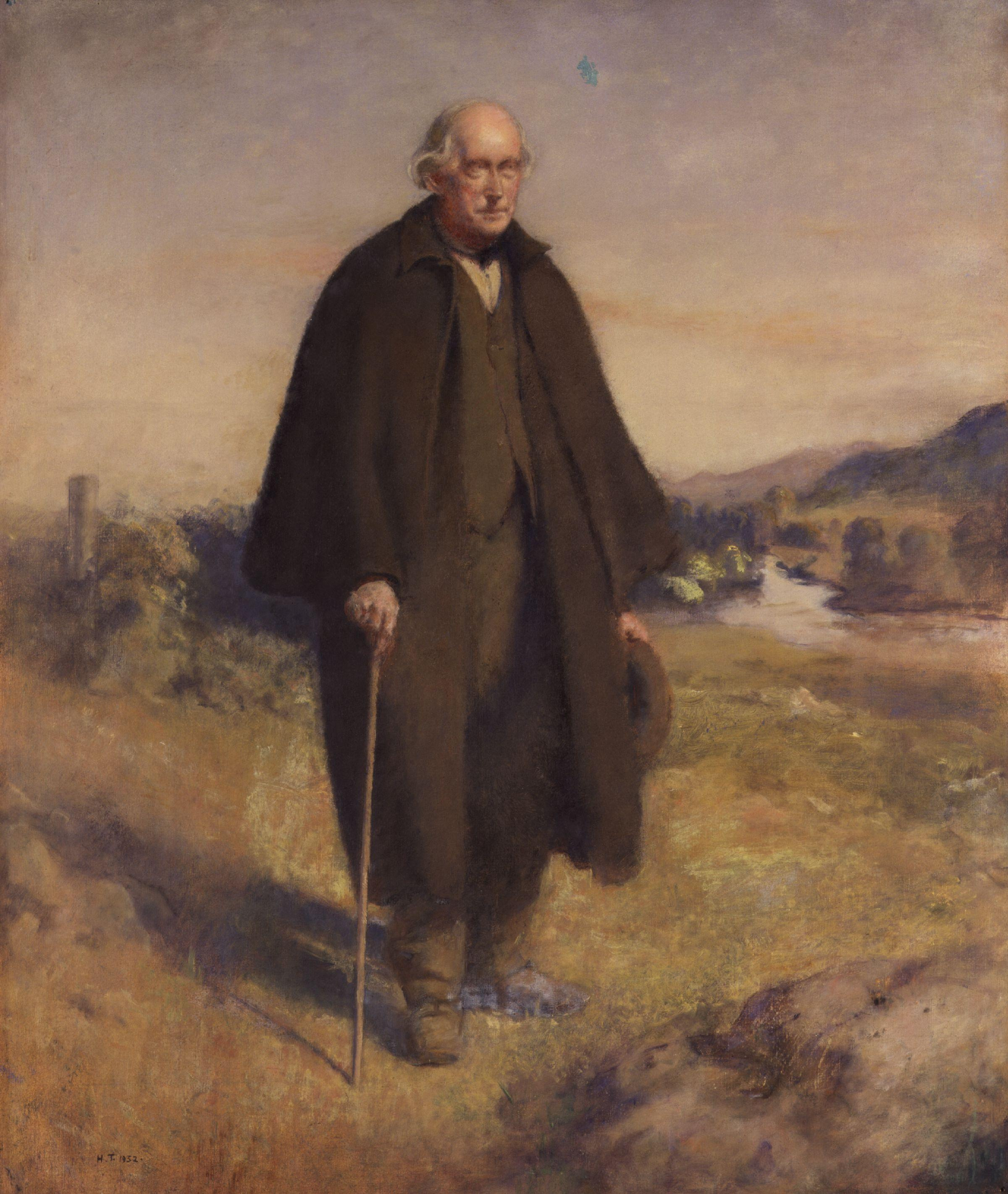
«Вільям Поел», 1932 р.
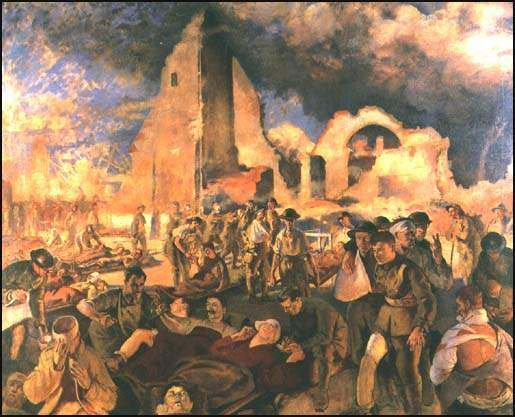
«Травматична епідемія, станція сортування поранених у Франції»
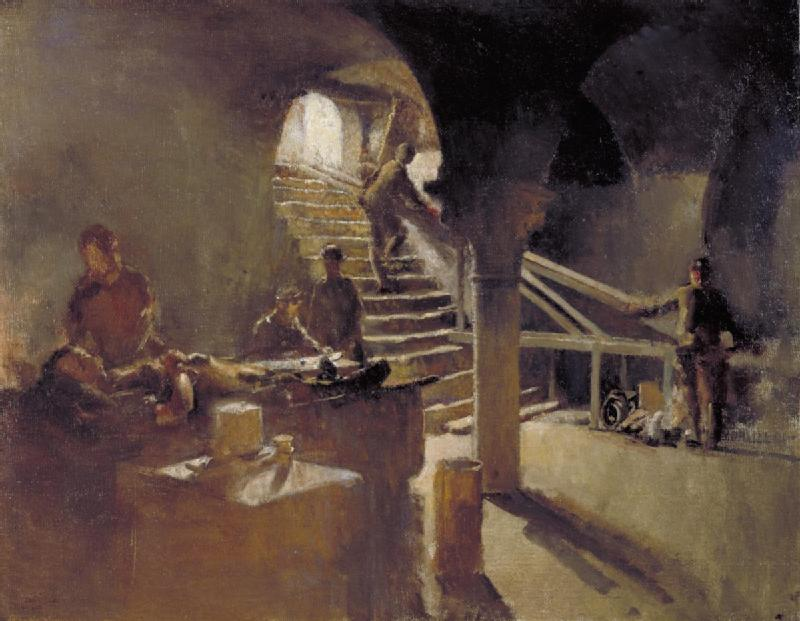
«Підземний евакуаційний пункт, Аррас, Франція», 1918 р.

## Галерея обраних пастелей митця

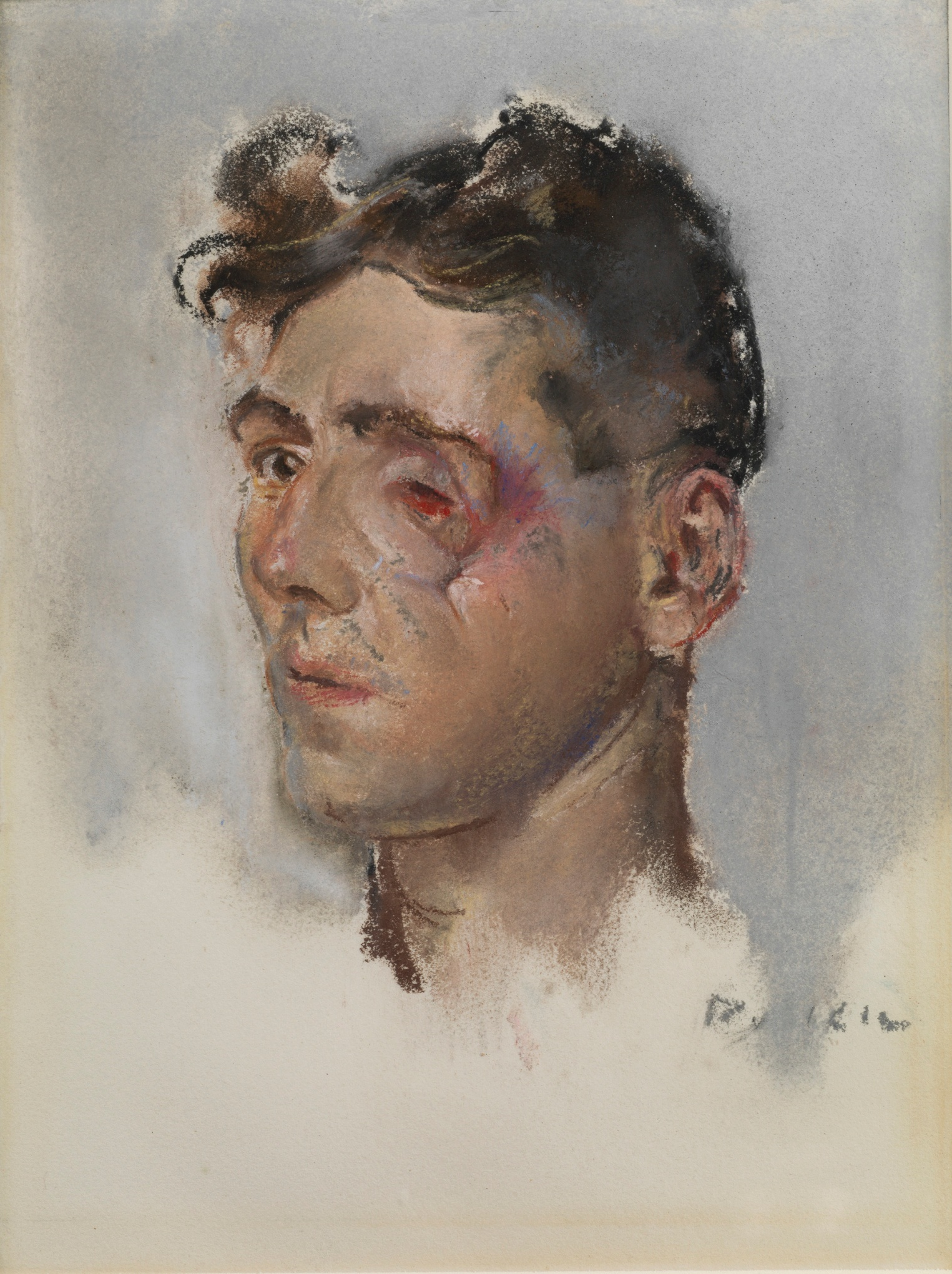
Генрі Тонкс. «Сліди війни», пастель, до 1918 р.

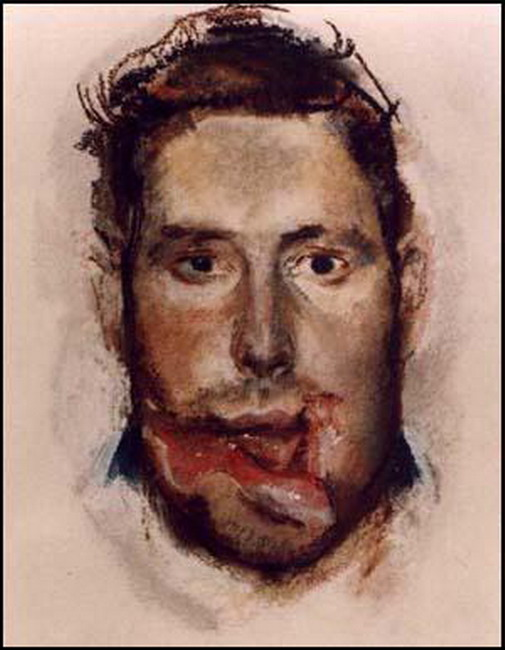
Поранення нижньої щелепи солдата, пастель, до 1918 р.
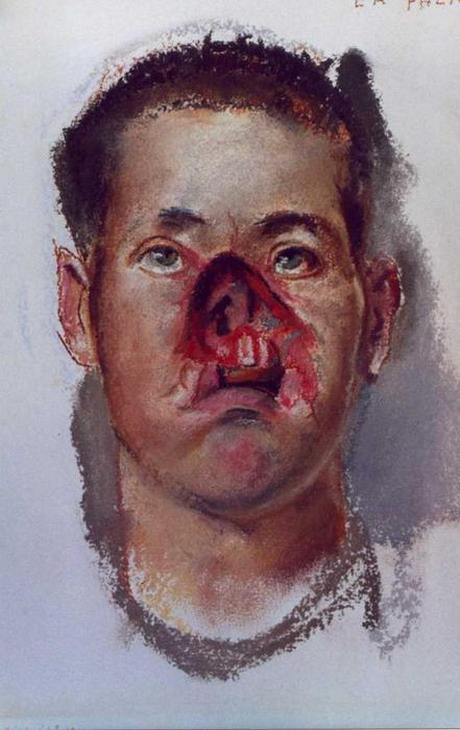
Пастель англійського художника Генрі Тонкса з важким пораненням носа
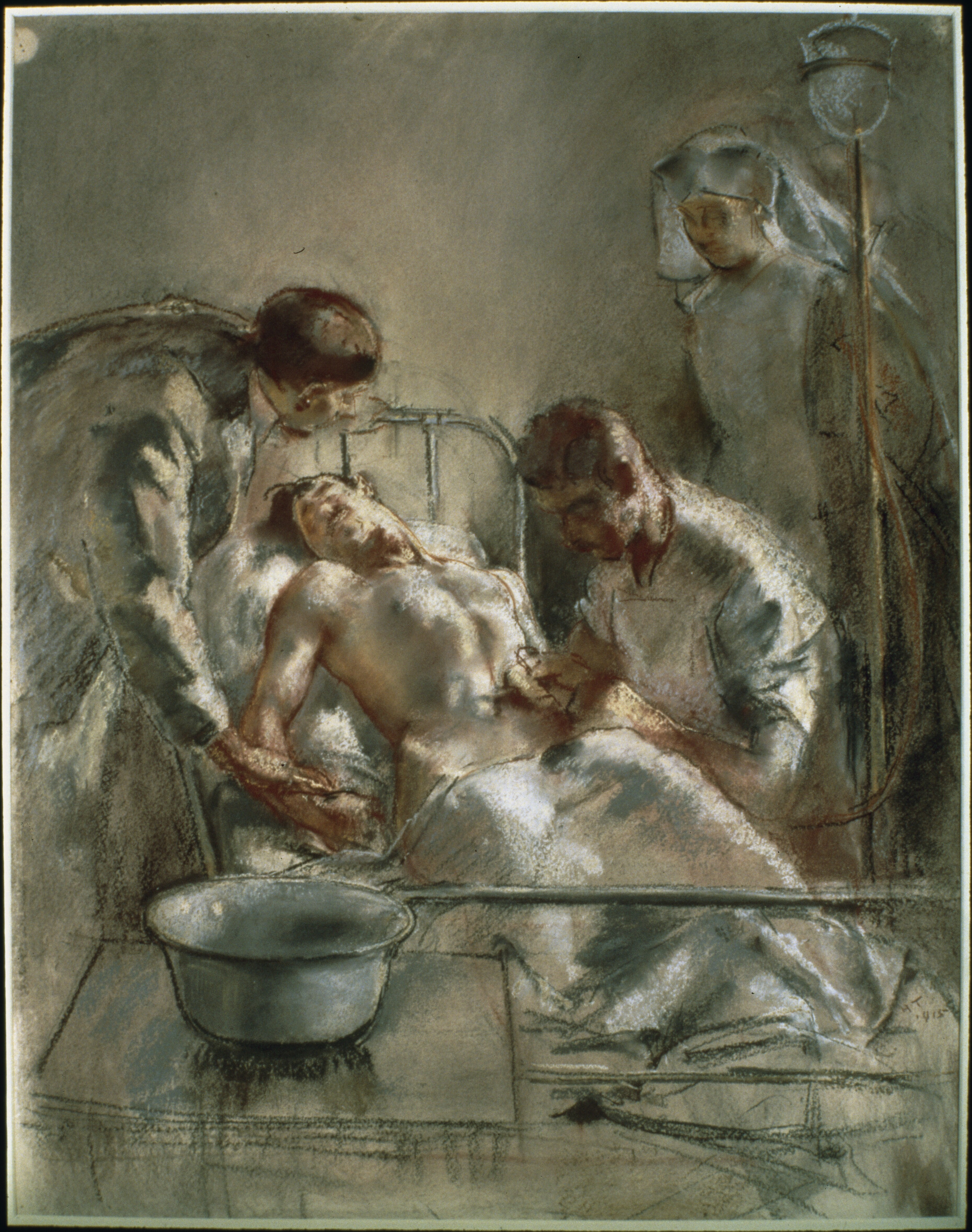
«Буденні дні лікарні Британського Червоного Хреста у Франції», 1918 р.